# Даньков, Александр Олегович
Александр Олегович Даньков (род. 2 марта 1989) — российский самбист, бронзовый призёр чемпионата России по боевому самбо 2016 года, мастер спорта России. Боец смешанных единоборств. Свой первый бой провёл 9 апреля 2015 года против украинца Замидина Сураева. Дебют оказался удачным — Даньков выиграл бой в первом раунде за 35 секунд болевым приёмом (рычаг локтя). По состоянию на 2018 год Даньков провёл четыре боя, из которых два выиграл (один нокаутом и один болевым) и два проиграл (один нокаутом и один болевым).

## Спортивные результаты

### Боевое самбо
- Чемпионат России по боевому самбо 2016 года — ;

### Смешанные боевые искусства
| Результат | Рекорд | Соперник        | Способ                        | Турнир                             | Дата               | Раунд | Время | Место                   | Примечание |
| --------- | ------ | --------------- | ----------------------------- | ---------------------------------- | ------------------ | ----- | ----- | ----------------------- | ---------- |
| Победа    | 2-1    | Дмитрий Марюхин | Техническим нокаутом (удары)  | EFN 50 — Emelianenko vs. Maldonado | 17 июня 2016 года  | 1     | 2:49  | Россия, Санкт-Петербург |            |
| Поражение | 1-1    | Сергей Калинин  | Сабмишном (скручивание пятки) | Fight Nights — Fight Club 7        | 16 мая 2015 года   | 1     | 4:20  | Россия, Москва          |            |
| Победа    | 1-0    | Замидин Саруев  | Сабмишном (рычаг локтя)       | Fight Nights — Fight Club 6        | 9 апреля 2015 года | 1     | 0:35  | Россия, Москва          |            |